# Juarez Sousa da Silva
Juarez Sousa Da Silva (ur. 30 czerwca 1961 w Cabeceiras do Piaui) – brazylijski duchowny katolicki, biskup Parnaíby w latach 2016-2023, arcybiskup metropolita Teresiny od 2023.

## Życiorys
19 marca 1994 otrzymał święcenia kapłańskie i został inkardynowany do diecezji Campo Maior. Przez dwa lata pracował jako proboszcz, zaś w latach 1996-2008 był pracownikiem seminarium w Piauí.
27 lutego 2008 papież Benedykt XVI mianował go biskupem diecezji Oeiras. Sakry biskupiej udzielił mu 17 maja 2008 w katedrze w Oeiras ówczesny nuncjusz apostolski w Brazylii - arcybiskup Lorenzo Baldisseri.
6 stycznia 2016 papież Franciszek mianował go biskupem koadiutorem diecezji Parnaíba. Rządy w diecezji objął 24 sierpnia 2016 po przejściu na emeryturę poprzednika.
4 stycznia 2023 ten sam papież przeniósł go na urząd arcybiskupa metropolity Teresiny.